# Плавуча база

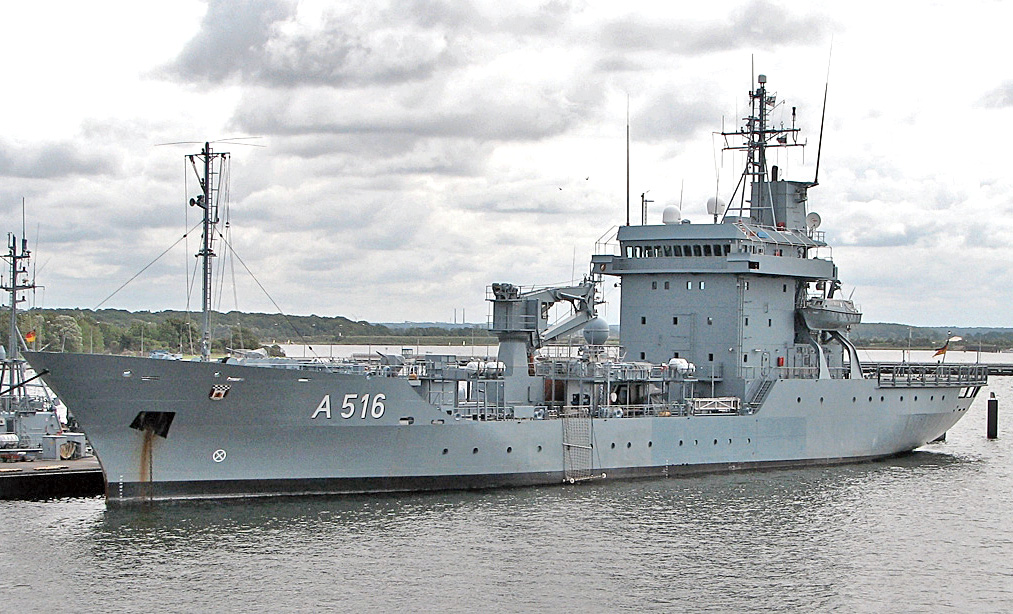
A516 Donau, плавбаза класу Elbe німецьких ВМС

Плавуча база або тендер — це човен або великий корабель який використовують на службі або для підтримки інших човнів або суден, загалом перевозячи людей та/або постачання на берег та з нього або з іншого корабля. Невеликі човни також можуть мати тендери, які зазвичай називають дінгі.
З різних причин не завжди є можливість кораблю підійти до берега; погана погода або бурхливе море, нестача часу або занадто великі розміри корабля. У таких випадках саме тендери допомагають зв'язати корабель з берегом.
На круїзних кораблях, рятувальні тендери виконують подвійну роботу, вони виконують щоденну роботу, але повністю оснащені засобами для рятування у аварійній ситуації.  Зазвичай вони висять на шлюпбалках над прогулянковою палубою і можуть здаватися звичайними шлюпками; але вони більші та краще оснащені. Сучасні конструкції тендерів представляються собою катамарани, тому що вони мають кращу мореплавність у бурхливому морі у порівнянні зі звичайними тендерами. Зазвичай вони перевозять від 100 до 150 пасажирів і складаються з двох-трьох членів екіпажу.

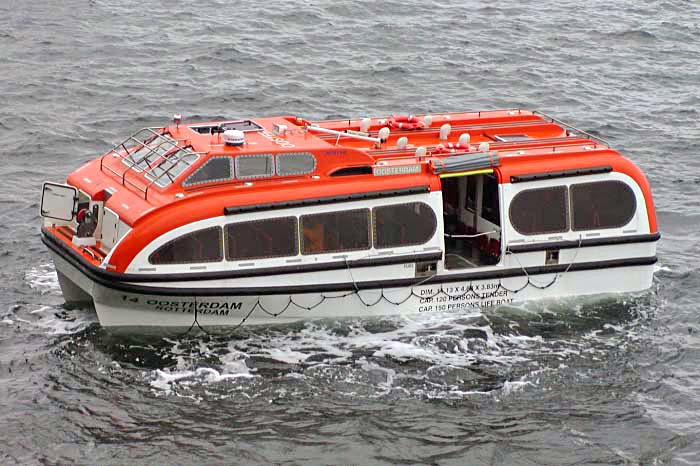
Шлюпка з MS Oosterdam; зверніть увагу на "face mask" над передніми ілюмінаторами, та скручений брезентовий лист, яким можна закрити вхідний люк для захисту шлюпки від поганої погоди.

До серійного випуску круїзних лайнерів, зазвичай на борт піднімалися за допомогою пасажирських тендерів (загалом на океанські лайнери). Зазвичай пасажирські тендери були приписані до порту, а коли лайнер входив до порту тендер допомагав перевозити пасажирів з борту судна на берег і навпаки. Ці судна були великими, щоб можна було перевозити великі кількості пасажирів у порівнянні з сучасними тенедрами.

## Історія
До того як технології дозволили збільшити автономність субмарин та есмінців у другій половині 20-го століття (і в значній мірі під час Другої світової війни), вони сильно залежали від тендерів які перевозили паливо і запаси. Їхні класифікаційні символи у ВМС США, починаються з AS та AD, ремонтні судна мають символи AR. Морські тендери вийшли з використання наприкінці 20-го століття, через зростання швидкості та дальності військових кораблів (чим зменшилася потреба відвідувати базу). 
Наприкінці 20-го століття, всі тенедри ВМС США були списані окрім двох плавучих баз для підводних човнів. До 2017 року всі ці судна повинні бути передані металобрухт.
Останні дві плавучі бази передані командуванню військово-морським портом. Плавучі бази підводних човнів USS Emory S. Land та USS Frank Cable укомплектовані "змішаним" екіпажем. Капітан та кілька сотень техніків є представниками ВМС; а керують судно цивільні матроси. На обох суднах понад 1000 матросів. Хоча обидва кораблі все ще мають класифікацію AS, вони підтримують не лише субмарини, а і усі інші кораблі в зоні операції. За традиційною класифікацією ВМС, обидва судна повинні бути перекваліфіковані на AR (Auxiliary Repair). Emory S. Land приписаний до бази в Індійському океані на Дієго-Гарсія, а Frank Cable приписаний до тихоокеанської бази Поларіс Поінт, гавань Апра, Гуам. Таке розміщення дозволяє здійснювати підтримку на великій території західної частини Тихого океану.
Два тендери, SS Nomadic та SS Traffic, були побудовані для компанії White Star Line фірмою Harland and Wolff для обслуговування лайнерів RMS Olympic та RMS Titanic у Шербурі. Зараз Nomadic є кораблем-музеєм, крім того він є останнім кораблем який було побудовано для White Star Line.

## Типи тендерів
- Озброєний тендер, британські кораблі підтримки, які були оснащені і призначалися для військових потреб служб ВМС.
- Буй, використовується для допомоги у навігації.
- Плавуча база есмінців, великий корабель який використовували для підтримки флотилії есмінців або інших невеликих бойових кораблів.
- Плавуча база дайверів, корабель або човен який використовують для підтримки дайверів. Також відомий судно підтримки дайвінгу.
- Тендер-маяк, використовувався у якості маяків, пізніше буїв.
- Тендер для розкішних яхт, невеликий човен який використовують на розкішних яхтах.
- Поштовий тендер, невеликий тендер використовували для швидкої доставки пошти з великих лайнерів
- Тендер моторних торпедних човнів, мобільна база та корабель підтримки моторних торпедних човнів часів Другої світової війни.
- Гідроавіаносець, корабель який ніс кілька літаків і став попередником великих авіаносців; або малі судна які використовували для підтримки операції гідропланів.
- Плавуча база підводних човнів, великий корабель який використовували для підтримки субмарин.
- Тендер торпедних катерів, корабель який використовували наприкінці 19-го на початку 20-го століття для перевезення торпед для катерів